# عنجيل
عِنْجيل (الاسم العلمي Trachipterus)، جنس أسماك بحرية من فصيلة العنجيليات أنواعه المعروفة نحو 6 أعطانها بحار البلاد الحارة من العالمين القديم والجديد.

## الأنواع
يوجد حاليًا ستة أنواع معترف بها في جنس العنجيل:
- Trachipterus altivelis Kner, 1859 (King-of-the-salmon)
- Trachipterus arcticus (Brünnich, 1771) (Dealfish)
- Trachipterus fukuzakii Fitch, 1964 (Tapertail ribbonfish)
- Trachipterus ishikawae دايفيد جوردن & Snyder, 1901 (Slender ribbonfish)
- Trachipterus jacksonensis (E. P. Ramsay, 1881) (Blackflash ribbonfish)
- Trachipterus trachypterus (يوهان فريدريش غملين, 1789) (Mediterranean dealfish)